# 19-та фольксгренадерська дивізія (Третій Рейх)
19-та фольксгренадерська дивізія (Третій Рейх) (нім. 19. Volksgrenadier-Division) — піхотна дивізія народного ополчення (фольксгренадери), що входила до складу вермахту на завершальному етапі Другої світової війни. Дивізія сформована у жовтні 1944 року шляхом переформування 19-ї гренадерської дивізії й билася на Західному фронті до кінця війни.

## Історія
19-та фольксгренадерська дивізія сформована 9 жовтня 1944 року шляхом переформування 19-ї гренадерської дивізії. На той час дивізія перебувала в районі Діденгофена. Звідсіля частини дивізії були переміщені спочатку до району поблизу Меца, а потім у район в 12 км на північ-північний захід від Бламона, у розпорядження командувача 1-ї армії генерала від інфантерії Ганса фон Обстфельдера.
9 листопада 1944 року на цьому напрямку американські війська розпочали масштабні наступальні дії, в ході яких велися важкі бої, які завдали дивізії великих втрат. На початку листопада дивізія була практично знищена в боях з противником.
З 31 грудня 1944 року дивізія взяла участь в операції «Нордвінд», що носила відволікаючий характер, і проводилася з метою полегшити відступ німецьких військ після їхньої поразки в Арденнській операції. 19-та фольксгренадерська дивізія входила до західної штурмової групи, тоді як 36-та фольксгренадерська дивізія і 17-та танково-гренадерська дивізія СС «Гьотц фон Берліхінген» наступали на долину Сарр проти підрозділів 44-ї та 100-ї американських піхотних дивізій, що тримали тут оборону. 3 січня 1945 року через невеликий прогрес у цьому секторі усі подальші спроби наступу були припинені.
Коли в результаті успішного контрнаступу союзників німецькі війська, що діяли в операції «Нордвінд» були зупинені, проти 19-ї фольксгренадерської дивізії розпочала наступати 44-та піхотна дивізія США.
6 лютого 1945 року розпочався локальний наступ американських військ на праве крило вже значно ослабленої 19-ї дивізії. Американські війська змогли завдати серйозної поразки німецькому з'єднанню, на початок березня дивізія зменшилася до розмірів невеликої бойової групи. Надалі залишки 19-ї дивізії билися на рубежах лінії Зігфрида, під Кайзерслаутерном. 24 березня у неї залишилося тільки 400 осіб.
26 березня 1945 року дивізія була офіційно розпущена. Залишився штаб дивізії, решта частин були об'єднані в бойову групу і придані на посилення до 2-ї гірської дивізії. На початку квітня 1945 року рештки бойової групи вели бої південніше від Дерцбаха. 21 квітня залишки бойової групи билися під Крайльсгаймом.

## Райони бойових дій
- Франція (жовтень 1944 — січень 1945);
- Південна Німеччина (січень — квітень 1945).

## Командування

### Командири
- генерал-лейтенант Вальтер Віссмат (нім. Walter Wißmath) (9 жовтня 1944 — лютий 1945);
- генерал-майор Карл Брітцелмеєр (нім. Karl Britzelmayr) (лютий — квітень 1945).

### Підпорядкованість
| Час        | Корпус         | Армія      | Група армій (округ) | Штаб           |
| ---------- | -------------- | ---------- | ------------------- | -------------- |
| 1944       |                |            |                     |                |
| 9 жовтня   | LXXXII ак      | 1-ша армія | Група армій «G»     | Саарпфальц     |
| 26 грудня  | XIII корпус СС | 1-ша армія | Група армій «G»     | Саарпфальц     |
| 1945       |                |            |                     |                |
| 1 січня    | XIII корпус СС | 1-ша армія | Група армій «G»     | Саарпфальц     |
| 20 березня | LXXX ак        | 1-ша армія | Група армій «G»     | Кайзерслаутерн |
| 26 березня | XIII корпус СС | 1-ша армія | Група армій «G»     | Дерцбах        |

## Склад
| 1944                         |
| ---------------------------- |
| 59-й гренадерський полк      |
| 73-й гренадерський полк      |
| 74-й гренадерський полк      |
| 719-й артилерійський полк    |
| 119-й протитанковий дивізіон |
| 119-й інженерний батальйон   |
| 119-й загін зв'язку          |